# Vláda Li Čchianga
Vláda Li Čchianga (čínsky v českém přepisu Li Čchiang čeng-fu, pchin-jinem Lǐ Qiáng zhèngfǔ, znaky 李强政府), formálně 14. Státní rada Čínské lidové republiky, je úřadující Státní rada ČLR, čínská vláda, vedená předsedou státní rady Li Čchiangem. Jedná se v pořadí o čtrnáctou Státní radu. Li Čchiang byl nominován na premiéra prezidentem Si Ťin-pchingem a následně byl zvolen, resp. schválen, 11. března 2023 na 4. plenárním zasedání 1. schůze 14. Všečínského shromáždění lidových zástupců. Na návrh premiéra byli poté 12. března 2013 na 5. plenárním zasedání 1. schůze 14. VSLZ zvoleni místopředsedové vlády, státní poradci, ministři a předsedové státních komisí, guvernér centrální banky, generální auditor a generální tajemník Státní rady.
Vláda má 32 členů, z nichž 31 jsou členové Komunistické strany Číny, a 1 je členem Společnosti 3. září. Vládě Li Čchianga předcházela druhá vláda Li Kche-čchianga.

## Seznam členů vlády
| Výkonný výbor 14. Státní rady                     | Výkonný výbor 14. Státní rady            | Výkonný výbor 14. Státní rady              | Výkonný výbor 14. Státní rady | Výkonný výbor 14. Státní rady | Výkonný výbor 14. Státní rady              | Výkonný výbor 14. Státní rady |
| Úřad                                              | Jméno a portrét                          | Jméno a portrét                            | Strana                        | Strana                        | Funkční období                             | Funkční období                |
| Úřad                                              | Jméno a portrét                          | Jméno a portrét                            | Strana                        | Strana                        | Nástup do úřadu                            | Opuštění úřadu                |
| ------------------------------------------------- | ---------------------------------------- | ------------------------------------------ | ----------------------------- | ----------------------------- | ------------------------------------------ | ----------------------------- |
| Premiér                                           | Li Čchiang 李强                          |                                            |                               | KS Číny                       | 11. března 2023                            | úřadující                     |
| První vicepremiér                                 | Ting Süe-siang 丁薛祥                    |                                            |                               | KS Číny                       | 12. března 2023                            | úřadující                     |
| Vicepremiér                                       | Che Li-feng 何立峰                       |                                            |                               | KS Číny                       | 12. března 2023                            | úřadující                     |
| Vicepremiér                                       | Čang Kuo-čching 张国清                   |                                            |                               | KS Číny                       | 12. března 2023                            | úřadující                     |
| Vicepremiér                                       | Liou Kuo-čung 刘国中                     |                                            |                               | KS Číny                       | 12. března 2023                            | úřadující                     |
| Státní poradce Ministr národní obrany             | generálplukovník Li Šang-fu 李尚福       |                                            |                               | KS Číny                       | 12. března 2023                            | 24. října 2023                |
| Státní poradce                                    | generální komisař Wang Siao-chung 王小洪 |                                            |                               | KS Číny                       | 12. března 2023                            | úřadující                     |
| Ministr veřejné bezpečnosti                       | generální komisař Wang Siao-chung 王小洪 | 12. března 2023 (poprvé 24. června 2022)   | úřadující                     | KS Číny                       |                                            |                               |
| Státní poradce Generální tajemník Státní rady     | Wu Čeng-lung 吴政隆                      |                                            |                               | KS Číny                       | 12. března 2023                            | úřadující                     |
| Státní poradkyně                                  | Šen I-čchin 谌贻琴                       |                                            |                               | KS Číny                       | 12. března 2023                            | úřadující                     |
| Státní poradce                                    | Čchin Kang 秦刚                          |                                            |                               | KS Číny                       | 12. března 2023                            | 24. října 2023                |
| Ministr zahraničních věcí                         | Čchin Kang 秦刚                          | 12. března 2023 (poprvé 30. prosince 2022) | 25. července 2023             | KS Číny                       |                                            |                               |
| Ostatní členové Státní rady                       |                                          |                                            |                               |                               |                                            |                               |
| Úřad                                              | Jméno                                    | Jméno                                      | Strana                        | Strana                        | Nástup do úřadu                            | Opuštění úřadu                |
| Ministr zahraničních věcí                         | Wang I 王毅                              | Wang I 王毅                                |                               | KS Číny                       | 25. července 2023                          | úřadující                     |
| Předseda Národní rozvojové a reformní komise      | Čeng Šan-ťie 郑栅洁                      | Čeng Šan-ťie 郑栅洁                        |                               | KS Číny                       | 12. března 2023                            | úřadující                     |
| Ministr školství                                  | Chuaj Ťin-pcheng 怀进鹏                  | Chuaj Ťin-pcheng 怀进鹏                    |                               | KS Číny                       | 12. března 2023 (poprvé 20. srpna 2021)    | úřadující                     |
| Ministr pro vědu a technologie                    | Wang Č'-kang 王志刚                      | Wang Č'-kang 王志刚                        |                               | KS Číny                       | 12. března 2023 (poprvé 19. března 2018)   | 24. října 2023                |
| Ministr pro vědu a technologie                    | Jin Che-ťün 阴和俊                       | Jin Che-ťün 阴和俊                         |                               | KS Číny                       | 24. října 2023                             | úřadující                     |
| Ministr průmyslu a informatizace                  | Ťin Čuang-lung 金壮龙                    | Ťin Čuang-lung 金壮龙                      |                               | KS Číny                       | 12. března 2023 (poprvé 2. září 2022)      | úřadující                     |
| Ředitel Státní komise pro národnostní záležitosti | Pchan Jüe 潘岳                           | Pchan Jüe 潘岳                             |                               | KS Číny                       | 12. března 2023 (poprvé 24. června 2022)   | úřadující                     |
| Ministr státní bezpečnosti                        | generální komisař Čchen I-sin 陈一新     | generální komisař Čchen I-sin 陈一新       |                               | KS Číny                       | 12. března 2023 (poprvé 30. října 2022)    | úřadující                     |
| Ministr pro občanské záležitosti                  | Tchang Teng-ťie 唐登杰                   | Tchang Teng-ťie 唐登杰                     |                               | KS Číny                       | 12. března 2023 (poprvé 28. února 2022)    | úřadující                     |
| Ministryně spravedlnosti                          | Che Žung 贺荣                            | Che Žung 贺荣                              |                               | KS Číny                       | 12. března 2023                            | úřadující                     |
| Ministr financí                                   | Liou Kchun 刘昆                          | Liou Kchun 刘昆                            |                               | KS Číny                       | 12. března 2023 (poprvé 19. března 2018)   | 24. října 2023                |
| Ministr financí                                   | Lan Fo-an 蓝佛安                         | Lan Fo-an 蓝佛安                           |                               | KS Číny                       | 24. října 2023                             | úřadující                     |
| Ministr lidských zdrojů a sociálního zabezpečení  | Wang Siao-pching 王晓萍                  | Wang Siao-pching 王晓萍                    |                               | KS Číny                       | 12. března 2023 (poprvé 30. prosince 2022) | úřadující                     |
| Ministr přírodních zdrojů                         | Wang Kuang-chua 王广华                   | Wang Kuang-chua 王广华                     |                               | KS Číny                       | 12. března 2023 (poprvé 24. června 2022)   | úřadující                     |
| Ministr ekologie a životního prostředí            | Chuang Žun-čchiou 黄润秋                 | Chuang Žun-čchiou 黄润秋                   |                               | Společnost 3. září            | 12. března 2023 (poprvé 29. dubna 2020)    | úřadující                     |
| Ministr pro bydlení a rozvoj měst a venkova       | Ni Chung 倪虹                            | Ni Chung 倪虹                              |                               | KS Číny                       | 12. března 2023 (poprvé 24. června 2022)   | úřadující                     |
| Ministr dopravy                                   | Li Siao-pcheng 李小鹏                    | Li Siao-pcheng 李小鹏                      |                               | KS Číny                       | 12. března 2023 (poprvé 3. září 2016)      | úřadující                     |
| Ministr vodních zdrojů                            | Li Kuo-jing 李国英                       | Li Kuo-jing 李国英                         |                               | KS Číny                       | 12. března 2023 (poprvé 28. února 2021)    | úřadující                     |
| Ministr zemědělství a venkova                     | Tchang Žen-ťien 唐仁健                   | Tchang Žen-ťien 唐仁健                     |                               | KS Číny                       | 12. března 2023 (poprvé 26. prosince 2020) | úřadující                     |
| Ministr obchodu                                   | Wang Wen-tchao 汪文涛                    | Wang Wen-tchao 汪文涛                      |                               | KS Číny                       | 12. března 2023 (poprvé 26. prosince 2020) | úřadující                     |
| Ministr kultury a turismu                         | Chu Che-pching 胡和平                    | Chu Che-pching 胡和平                      |                               | KS Číny                       | 12. března 2023 (poprvé 11. srpna 2020)    | úřadující                     |
| Ředitel Národního zdravotního výboru              | Ma Siao-wej 马晓伟                       | Ma Siao-wej 马晓伟                         |                               | KS Číny                       | 12. března 2023 (poprvé 19. března 2018)   | úřadující                     |
| Ministr pro záležitosti veteránů                  | Pchej Ťin-ťia 裴金佳                     | Pchej Ťin-ťia 裴金佳                       |                               | KS Číny                       | 12. března 2023 (poprvé 24. června 2022)   | úřadující                     |
| Ministr krizového řízení                          | Wang Siang-si 王祥喜                     | Wang Siang-si 王祥喜                       |                               | KS Číny                       | 12. března 2023 (poprvé 2. září 2022)      | úřadující                     |
| Guvernér Čínské lidové banky                      | I Kang 易纲                              | I Kang 易纲                                |                               | KS Číny                       | 12. března 2023 (poprvé 19. března 2018)   | úřadující                     |
| Generální auditor Národního kontrolního úřadu     | Chou Kchaj 侯凯                          | Chou Kchaj 侯凯                            |                               | KS Číny                       | 12. března 2023 (poprvé 30. června 2020)   | úřadující                     |